# Pteronemobius lineolatus
Pteronemobius lineolatus är en insektsart som först beskrevs av Gaspard Auguste Brullé 1835.  Pteronemobius lineolatus ingår i släktet Pteronemobius och familjen syrsor. Inga underarter finns listade i Catalogue of Life.